# ルキウス・コルネリウス・レントゥルス (紀元前327年の執政官)
ルキウス・コルネリウス・レントゥルス（ラテン語: Lucius Cornelius Lentulus、生没年不詳）は紀元前4世紀の共和政ローマの政治家・軍人。紀元前327年に執政官（コンスル）、紀元前320年に独裁官（ディクタトル）を務めた。

## 出自
パトリキ（貴族）であるコルネリウス氏族の出身。レントゥルス家としては最初の執政官である。レントゥルス本人の言によれば、父は紀元前387年のガリア人のローマ占領の際に、カピトリヌスの丘に立て篭もり、その指導者ブレンヌスに身代金を支払うことに抵抗した唯一の元老院議員であった。

## 経歴
紀元前327年、レントゥルスは執政官に就任。同僚執政官はプレブス（平民）であるクィントゥス・プブリリウス・ピロであった。ピロはカンパニアのギリシア人都市であるネアポリス（現在のナポリ）との紛争に対応した。他方レントゥルスはカンパニアに陣を敷き、サムニウムのローマ攻撃に備えた。
紀元前321年のカウディウムの戦いの際、レントゥルスはレガトゥス（副官）の一人であった。彼は執政官ティトゥス・ウェトゥリウス・カルウィヌスとスプリウス・ポストゥミウス・アルビヌスに対し、カウディウム渓谷で完全に包囲されてしまったローマ軍を救うために、サムニウムの条件を受け入れて降伏するように進言した一人である。ティトゥス・リウィウスの記述によると、翌年にレントゥルスは独裁官に任命され、ルケリア（現在のルチェーラ）でサムニウム軍に勝利して、恥辱をすすいだとする。しかし、サムニウムに雪辱したのは執政官であるとの説もある。いずれにせよ、彼の子孫はこの勝利はレントゥルスのものであるとして、カウディヌスのアグノーメンを名乗っている。

## 参考資料
- ティトゥス・リウィウス『ローマ建国史』